# Municipio de Bucklin (Kansas)
El municipio de Bucklin (en inglés: Bucklin Township) es un municipio ubicado en el condado de Ford en el estado estadounidense de Kansas. En el año 2010 tenía una población de 885 habitantes y una densidad poblacional de 3,1 personas por km².

## Geografía
El municipio de Bucklin se encuentra ubicado en las coordenadas 37°35′39″N 99°36′14″O / 37.59417, -99.60389. Según la Oficina del Censo de los Estados Unidos, el municipio tiene una superficie total de 285.13 km², de la cual 285,01 km² corresponden a tierra firme y (0,04 %) 0,13 km² es agua.

## Demografía
Según el censo de 2010, había 885 personas residiendo en el municipio de Bucklin. La densidad de población era de 3,1 hab./km². De los 885 habitantes, el municipio de Bucklin estaba compuesto por el 94,01 % blancos, el 1,69 % eran afroamericanos, el 0,79 % eran amerindios, el 0,23 % eran asiáticos, el 0,9 % eran de otras razas y el 2,37 % eran de una mezcla de razas. Del total de la población el 4,29 % eran hispanos o latinos de cualquier raza.